# Trần Danh Án
Trần Danh Án (陳名案, 1754–1794), tự Liễu Am (了庵), hiệu Tản Ông (散翁); là nhà thơ và là quan viên nhà Lê trung hưng trong lịch sử Việt Nam. Ông là tác giả của "Nam phong giải trào", một công trình sưu tập ca dao được nhiều nhà nghiên cứu xem là xưa nhất.

## Hành trạng trong lịch sử
Trần Danh Án là người làng Bảo Triện, huyện Gia Bình, trấn Kinh Bắc, nay thuộc tỉnh Bắc Ninh. Ông xuất thân trong một gia đình khoa bảng, có nhiều người làm quan lớn trong triều. Ông nội là Tiến sĩ Trần Phụ Dực, làm quan đến chức Tư huấn Quốc Tử Giám, tham gia soạn "Đại Việt sử ký tục biên". Bác ruột ông là Tiến sĩ Trần Danh Ninh và cha ông là Tiến sĩ Trần Danh Lâm (cùng đỗ Tiến sĩ năm 1731), cùng làm quan đồng triều và đều trải đến chức Thượng thư.
Thời niên thiếu, Trần Danh Án có tiếng thông minh học giỏi. Năm cuối Cảnh Hưng triều vua Lê Hiển Tông (1786), ông thi Hương đỗ Giải nguyên. Năm Chiêu Thống thứ nhất (1787), ông thi đỗ Hoàng giáp khoa Đinh Mùi (khoa thi cuối cùng của triều Hậu Lê), được bổ chức quan Hàn lâm viện Hiệu lý.
Bấy giờ, vua Lê dựa vào thế lực của quyền thần Nguyễn Hữu Chỉnh, dẹp tan tàn dư thế lực của chúa Trịnh, nhân cơ hội anh em Tây Sơn bất hòa, mưu đồ tái lập thế lực ở Bắc Hà, thoát ly áp lực ở phía Nam. Trần Danh Án được xét công phò vua, được phong tước Định Nhạc bá.
Phía Tây Sơn biết được, cử tướng  Vũ Văn Nhậm kéo quân ra Bắc, diệt trừ thế lực của Nguyễn Hữu Chỉnh. Tháng 12 (âl) năm Đinh Mùi (1788), quân Tây Sơn kéo đến Thăng Long, Nguyễn Hữu Chỉnh nửa đêm trốn từ Thanh Quyết về Thăng Long, thu gom tàn quân, hộ tống vua Lê Chiêu Thống bỏ kinh thành chạy lên Kinh Bắc.
Trần Danh Án cùng một số ít triều thần tòng vong theo vua. Vua Lê cố gắng chiêu tập quân cần vương đánh lại quân Tây Sơn, nhưng đều thất bại. Bản thân Nguyễn Hữu Chỉnh sau đó cũng bị quân Tây Sơn bắt được, đưa về Thăng Long xé xác trước cổng thành.
Đến lượt Vũ Văn Nhậm sau khi đánh bại hầu hết quân cần vương lại ra mặt chuyên quyền mọi việc ở Bắc Hà. Tại Phú Xuân, Nguyễn Huệ cũng bất bình với hành động tự lập của Vũ Văn Nhậm, tháng 4 (âl) năm Mậu Thân (1788), kéo quân ra Bắc, bắt giết Vũ Văn Nhậm. Tuy vậy, vì chưa tìm ra được vua Lê, nên Nguyễn Huệ tôn Hoàng thân Lê Duy Cẩn làm Giám quốc, giữ việc thờ cúng, giao Đại tư mã Ngô Văn Sở nắm giữ chính quyền, thống lĩnh quân đội, trông coi 11 trấn Bắc Hà.
Bấy giờ, trước thế lực hùng mạnh của quân Tây Sơn, Thái hậu Nguyễn thị cùng với nguyên tử đào vong đến Cao Bằng, được đốc đồng Nguyễn Huy Túc, phiên thần Hoàng Ích Hiểu, tụng thần Lê Quýnh và Nguyễn Quốc Đống, hộ tống qua cửa ải Thủy khẩu chạy sang Long Châu của nhà Thanh, gặp Tổng đốc Lưỡng Quảng Tôn Sĩ Nghị gào khóc xin cứu viện. Thanh đế Càn Long theo lời tấu của Tôn, mưu chiếm lấy Đại Việt, nên cho Tôn đều động quân lính bốn tỉnh Quảng Đông, Quảng Tây, Vân Nam và Quý Châu, để mượn danh cứu viện sang xâm lược. Tôn cho phát hịch văn, đồng thời gửi mật thư, sai Lê Quýnh và Nguyễn Quốc Đống về báo vua Lê Chiêu Thống.
Nhân được mật thư, vua Chiêu Thống đã sai Trần Danh Án, bấy giờ được phong là Tham tri chính sự, cùng với hoàng thân Lê Duy Đản, chức Hàn lâm hiệu thảo, mang theo tờ bẩm, đi đường tắt, đi lên đón quân Thanh. Sợ bị quân Tây Sơn phát hiện, hai ông chỉ mang theo vài thân tín, đội nón cũ, mặc áo rách như thường dân đi đường, theo đường tắt trong núi, qua cửa ải Lạng Sơn mà đi. Hai ông sang đến Nam Ninh, hội kiến Tôn Sĩ Nghị, rồi cùng hơn 20 vạn quân Thanh tiến vào lãnh thổ Đại Việt.
Quân Thanh rầm rộ tiến sang Đại Việt, thắng lợi nhanh chóng, bức quân Tây Sơn lùi về Tam Điệp phòng thủ, tái chiếm được Thăng Long. Vua Chiêu Thống giành lại được ngai vàng, phong cho Trần Danh Án là Tĩnh nạn công thần, tước Định Nhạc hầu, thăng chức Phó đô ngự sử. Tuy nhiên, không lâu sau, mùa xuân 1789, Quang Trung lên ngôi Hoàng đế, chỉ huy quân Tây Sơn đại phá quân Thanh, vua Lê Chiêu Thống phải đào vong sang Trung Quốc, còn Trần Danh Án thì lẻn trốn về quê nhà.
Vua Quang Trung bảo Ngô Thời Nhiệm viết thư triệu Trần Danh Án. Ông đáp lại, từ chối, sau bị bắt giam lỏng ở Thăng Long, cũng không đổi chí, hàng ngày làm thơ thoá mạ Tây Sơn: "Thử sinh tuy nhuận sài lang vẫn, Túng tử nan vị cẩu trệ tâm". Danh lợi, uy vũ đều không làm cho Trần Danh Án sợ hãi hay thoái chí. Nhưng rồi người ta cũng nể ông là bậc sĩ phu, có tiết tháo nên để cho ông sống cuộc đời nhàn tản, không ai phiền luỵ đến.
Sách Lê quý dật sử chép:
Tây Sơn vời Trần Án (tức Trần Danh Án), tiến sĩ nhà Lê vào chầu. Án làm thơ cố ý cáo bệnh từ chối không đến. Vua Tây Sơn (Nguyễn Huệ) phê bằng son đỏ rằng: Cho được làm theo chí hướng cao thượng.
(Trần Danh) Án có thơ (dịch nghĩa):
Vô tri như loài ông, kiến còn có vua tôi.
Loài vật kia còn như thế, huống chi ta là người.
Họ Khấu, họ Đặng. gặp vận khá, được phò ngôi vua Hán;
Họ Tạ, họ Văn vận suy hổ thẹn làm dân nhà Nguyên.
Trời nếu không có ý cho vua (chỉ Lê Chiêu Thống) sống trở về
Ta cũng cam tâm làm tử thần.
Mong được đời sau đề lên mộ chí,
Đây là mộ tiến sĩ triều Lê họ Trần.
Năm 1793, vua Lê Chiêu Thống qua đời ở Trung Quốc.
Nghe tin vua mất và mưu đồ phục quốc cũng tan tành, Trần Danh Án rất đau buồn, đến năm sau thì mất (1794). Lúc đó, ông mới 40 tuổi.
Văn tế Trần Danh Án do người bạn của ông là Vũ Trinh-Tham tri Chính sự triều Lê Trung hưng soạn, có đoạn viết về ý chí của Trần Danh Án:
"Thần có lòng son nâng đất chống trời, mệnh thần không còn, với thần thế là hết.
Thần có máu nóng để đo gươm giáo, chí thần không toại, đời chẳng còn gì."

## Tác phẩm
Tác phẩm của Trần Danh Án có:
- Liễu Am thi tập (Tập thơ Liễu Am; còn có các tên khác là: Liễu Am Tản Ông thi tập, Bảo Triện Trần Hoàng Giáp thi thảo, Bảo Triện Trần Hoàng giáp thi tập). Đây là tác phẩm chính của ông, được sáng tác khoảng từ 1788 cho đến trước khi mất (1794), gồm 141 bài thơ gồm những bài thơ đề vịnh, cảm tác, đi sứ, thù tặng, thơ họa đáp...Ngoài ra, trong tập còn có 2 bức thư chữ Hán bày tỏ tâm tư, cảnh ngộ từ lúc theo vua Lê Chiêu Thống khôi phục ngai vàng cho đến sau khi nhà Hậu Lê thất bạị.
- Bảo Triện Trần Hoàng giáp thi văn tập (Tập thơ của Hoàng giáp họ Trần ở Bảo Triện), gồm những bài thơ, văn, phú, câu đối...
- Lịch đại chính yếu luận (bàn về những điều chính yếu qua các đời). Đây là một tập luận văn có tính chất sử học, dùng nhiều thể văn (kể cả văn sách) để bàn luận về các chính sách quan trọng của các triều đại phong kiến, chủ yếu là từ nhà Đinh đến nhà Trần.
- Nam phong giải trào và Nam phong nữ ngạn thi (Ngạn ngữ bằng thơ về nữ giới trong phong dao nước Nam). Đây là hai quyển chép ca dao, tục ngữ Việt Nam do ông sưu tầm, ghi bằng chữ Nôm, một phần dịch sang chữ Hán.

## Nhận xét
Trần Danh Án gắn bó sâu sắc với nhà Hậu Lê. Vì vậy, khi triều đại này sụp đổ, ông cảm thấy đau xót, bất hợp tác với triều Tây Sơn. Nhưng dường như ông cũng cảm thấy triều đại mới này có những cái tốt đẹp không thể phủ nhận được, cho nên ông không có bài nào mạt sát hay đả kích triều Tây Sơn. Mâu thuẫn là ở chỗ ấy...Nhìn chung, thơ văn ông là hình ảnh khá chân thật của một tầng lớp quý tộc, bất lực với thời cuộc mà trong tâm lý vẫn không muốn thừa nhận điều đó.

## Vinh danh
Tỉnh Bắc Ninh đã tổ chức Hội thảo khoa học truyền thống khoa bảng dòng họ Trần Danh và danh nhân Trần Danh Án, khẳng định những đóng góp to lớn và thiết thực trên nhiều lĩnh vực đối với quê hương, đất nước của các vị Tiến sĩ Nho học dòng họ Trần Danh ở Phương Triện.